# 清诗别裁集
《清詩別裁集》原名《國朝詩別裁集》，是中国清朝初年诗歌总集。沈德潛編，共三十二卷。
《清詩別裁集》之前已有《唐诗别裁集》、《宋诗别裁集》、《元诗别裁集》、《明诗别裁集》，合稱為《五朝诗别裁集》。《清詩別裁集》始选于乾隆十九年（1754），收清朝前期詩作3952首，乾隆二十二年完稿，二十四年初刻于广东，故称番刻本；首版發行後，沈德潛即發現不妥處甚多，隨即著手重訂，此一過程中刪詩300餘首，又加入150首，乾隆二十五年再出教忠堂刻本。王豫稱此書“截断众流，别裁伪体，如老鹤一鸣，喧啾俱寂”。乾隆二十六年沈德潛上京，獻給乾隆做壽禮。《清詩別裁集》雖經多次修訂，卷十五仍出現误收宋人秦观之詩。
乾隆皇帝對此集以所謂“貳臣”錢謙益之詩作居卷首深為不滿，延伸為對沈德潛其人的不滿，從某一方面亦導致了後來徐述夔诗案爆發後，沈德潛被奪諡仆碑的下場。